# Ján Blaháč
Ján Blaháč (* 3. listopadu 1971) je bývalý slovenský fotbalista, obránce. Po skončení aktivní kariéry působí jako trenér mládeže.

## Fotbalová kariéra
V československé lize hrál za TJ Inter ZŤS Slovnaft Bratislava. Nastoupil ve 4 ligových utkáních.

## Ligová bilance
| Ročník                                   | Zápasy | Góly | Klub                             |
| ---------------------------------------- | ------ | ---- | -------------------------------- |
| 1. československá fotbalová liga 1990/91 | 4      | 0    | TJ Inter ZŤS Slovnaft Bratislava |
| CELKEM                                   | 4      | 0    |                                  |